# Whitey Martin
Ronald Barry "Whitey" Martin (Buffalo, Nueva York, 11 de abril de 1939) es un exjugador de baloncesto estadounidense que disputó una temporada en la NBA. Con 1,88 metros de estatura, lo hacía en la posición de base.

## Trayectoria deportiva

### Universidad
Jugó durante cuatro temporadas con los Bonnies de la Universidad de San Buenaventura, en las que promedió 10,5 puntos y 5,4 rebotes por partido. Capitaneó al equipo de los Brown Indians, antiguo apodo de los Bonnies en su primera aparición en un Torneo de la NCAA. Recibió una mención honorífica por parte de Associated Press del All American de 1961.

### Profesional
Fue elegido en la décima posición del 1961 por New York Knicks, donde jugó una única temporada como suplente de Richie Guerin, en la que promedió 3,4 puntos, 2,4 rebotes y 1,7 asistencias por partido.

## Estadísticas de su carrera en la NBA

### Temporada regular
| Temporada | Edad | Equipo          | Liga | P  | TIT | MIN  | TC  | TCA | %TC  | 3P | 3PA | %3P | TL  | TLA | %TL  | R.OF. | R.DEF. | REB | ASIS | ROB | TAP | PER | FP  | PTS |
| 1961-62   | 22   | New York Knicks | NBA  | 66 |     | 15.4 | 1.4 | 4.4 | .325 |    |     |     | 0.6 | 0.8 | .673 |       |        | 2.4 | 1.7  |     |     |     | 2.4 | 3.4 |
| Total     |      |                 | NBA  | 66 |     | 15.4 | 1.4 | 4.4 | .325 |    |     |     | 0.6 | 0.8 | .673 |       |        | 2.4 | 1.7  |     |     |     | 2.4 | 3.4 |